# Gyula Gál (rukometaš)
Gyula Gál (Várpalota, 18. kolovoza 1976.) je mađarski rukometaš. 
Igra na poziciji pivota, a trenutačno je član Zagreba. Za mađarsku rukometnu reprezentaciju sakupio je preko 126 nastupa i jedan je od njihovih najboljih igrača. 